# 조반니 벨리니
조반니 벨리니(Giovanni Bellini, 1430년？∼1516년)는 이탈리아의 화가로, 야코포 벨리니의 아들이며 젠틸레 벨리니의 동생이다.

## 화풍

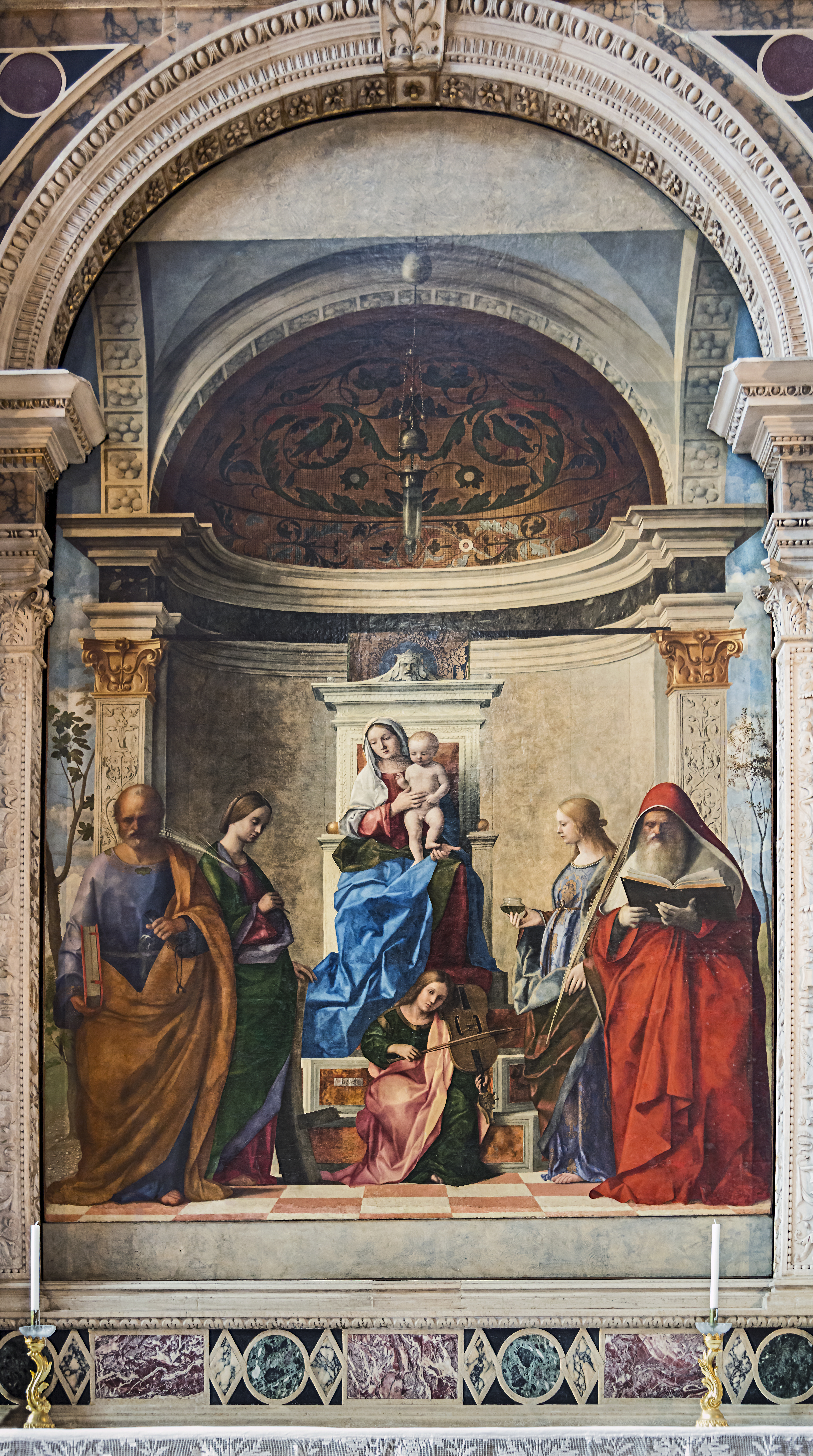
San Zaccaria Altarpiece, 1505; oil on canvas, San Zaccaria, Venice

<사크라 콘베르사치오네(성스러운 담화)>라고 불리는 구도의 작품을 많이 그렸다. 대부분은 중앙반원(中央半圓)의 천장 아래, 등이 높은 의자에 한 단 더 높이 성모자(아기는 거의 나체)가 앉고, 의자의 맨 아래의 단에 앉은 연주하는 천사(1∼3명), 그리고 그 좌우에 시대와 지방을 달리하는 여러 성인이 대칭으로 늘어서 있다. 간소하고 넓은 공간에 온화한 양광(陽光)이 전체를 통괄하여 중심적 주제에 모여 있다. 부드러운 분위기의 효과나 관능적인 인물은 틀림없이 명쾌한 베네치아의 산물이라 생각된다.